# Fussballclub Gossau 2010-2011
Questa voce raccoglie le informazioni riguardanti il Fussballclub Gossau nelle competizioni ufficiali della stagione 2010-2011.

## Rosa
Aggiornata al 19 gennaio 2011.
| N. |                                 | Ruolo | Calciatore        |
| -- | ------------------------------- | ----- | ----------------- |
| 1  | Svizzera (bandiera)             | P     | Adrian Zürcher    |
| 2  | Svizzera (bandiera)             | D     | Caryl Lauchenauer |
| 3  | Italia (bandiera)               | A     | Enzo Todisco      |
| 4  | Francia (bandiera)              | C     | Mehdi Channaoui   |
| 5  | Svizzera (bandiera)             | D     | Fabio Zancanaro   |
| 6  | Svizzera (bandiera)             | D     | Marco Varga       |
| 7  | Spagna (bandiera)               | C     | Damian Gimenez    |
| 8  | Rep. Ceca (bandiera)            | C     | Jan Berger        |
| 9  | Bosnia ed Erzegovina (bandiera) | C     | Mehmed Malkoč     |
| 10 | Kosovo (bandiera)               | C     | Norbert Frrokaj   |

| N. |                                 | Ruolo | Calciatore            |
| -- | ------------------------------- | ----- | --------------------- |
| 11 | Svizzera (bandiera)             | D     | Franco Varga          |
| 13 | Svizzera (bandiera)             | C     | Mirco Oertig          |
| 14 | Svizzera (bandiera)             | D     | Thomas Schrepfer      |
| 15 | Bosnia ed Erzegovina (bandiera) | D     | Denijal Rizvanović    |
| 16 | Svizzera (bandiera)             | D     | Remo Grämiger         |
| 17 | Svizzera (bandiera)             | A     | Silvan Eggmann        |
| 18 | Svizzera (bandiera)             | P     | Stefan Gysi           |
| 19 | Svizzera (bandiera)             | A     | Anil Aydeniz          |
| 21 | Svizzera (bandiera)             | C     | Andreas Güntensperger |
| 22 | Svizzera (bandiera)             | A     | Fabian Helg           |